# Histoire de l'Oise
 (février 2010).
Si vous disposez d'ouvrages ou d'articles de référence ou si vous connaissez des sites web de qualité traitant du thème abordé ici, merci de compléter l'article en donnant les références utiles à sa vérifiabilité et en les liant à la section « Notes et références ».
Pour un article plus général, voir Oise (département).
Cet article traite de l'histoire du département de l'Oise.

## Historique
À l’époque de la conquête romaine le territoire de l’Oise est partagé entre différents peuples gaulois. Le plus important est celui des Bellovaques qui occupent la partie la plus vaste située à droite de la rivière Oise (Isara). La ville de Beauvais tire son nom de celui des Bellovaques. Les Silvanectes vivent sur la rive gauche de la rivière. La ville de Senlis tient son nom de cette tribu.
Le 1er juin 987 après la mort de Louis V, Hugues Capet, comte de Paris est élu roi à Senlis.
Dès l'avènement de Philippe Auguste, le territoire couvert par l'actuel département de l'Oise est alors assez hétérogène : le roi y possède en propre d'importants domaines, notamment autour des villes royales de Senlis et de Compiègne, alors que le reste du territoire est couvert par de petits comtés — ceux de Clermont, de Beaumont et de Valois, qui devaient tomber dans l'escarcelle royale — et par les grandes seigneuries épiscopales de Beauvais et de Noyon, également sous influence royale.
Le département a été créé à la Révolution française, le 4 mars 1790 en application de la loi du 22 décembre 1789, principalement à partir d’une partie du gouvernement général d’Île-de-France. Le gouvernement général était une entité administrative militaire puis civile à ne pas confondre avec la province, qui est culturelle. Dans le cas de l'Île-de-France, la partie septentrionale de son gouvernement provenait de la province de Picardie (Beauvais, Laon, Noyon, Senlis, Soissons). En se basant sur une carte de Nolin, qui fut graveur du roi Louis XIV, et en la transposant sur l'actuel département de l'Oise, ce dernier contient :
- en Picardie : le Beauvaisis, le Noyonnais, une partie du Valois et du Santerre ;
- en Île-de-France : le Vexin français.

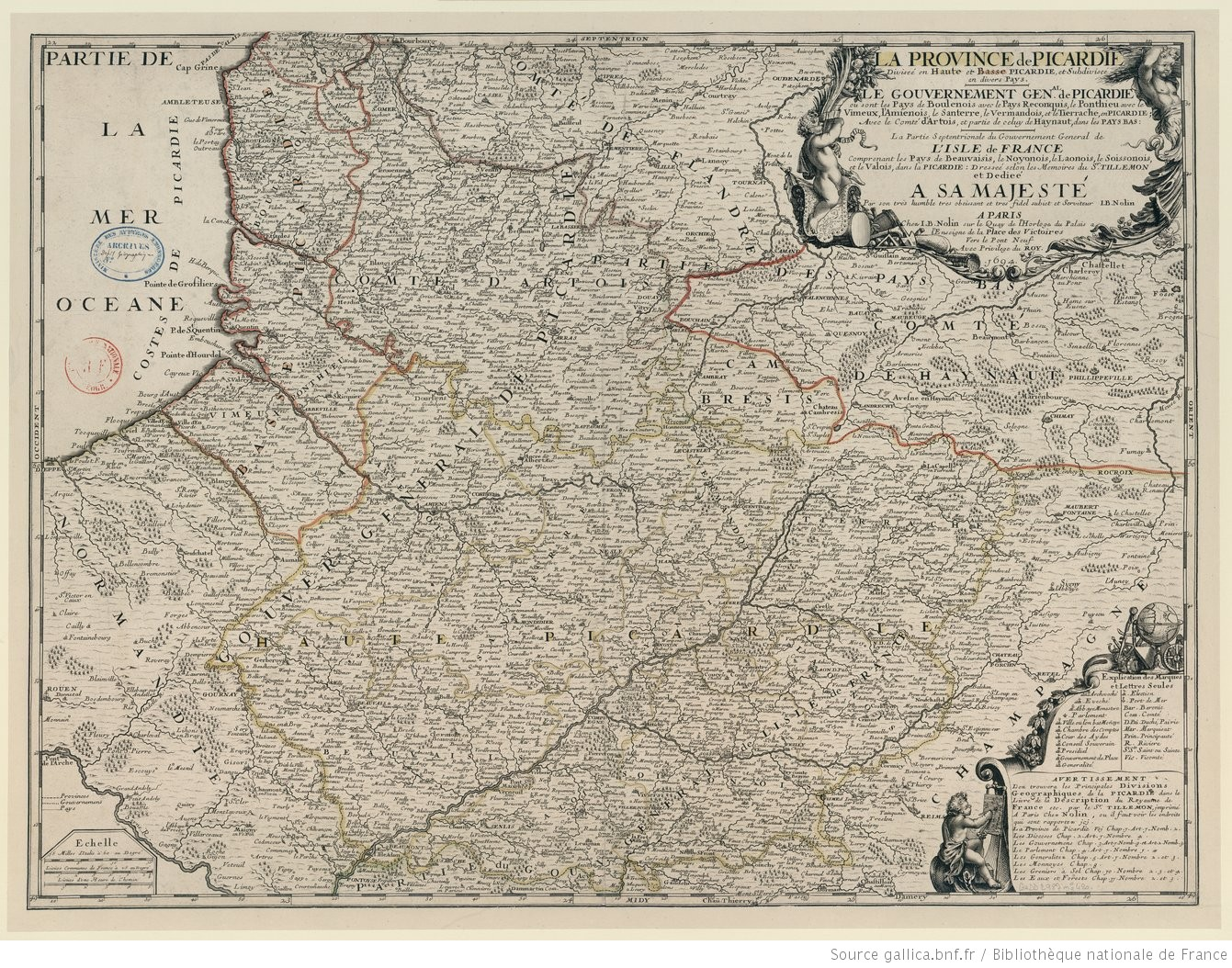
La province de Picardie divisée en haute et basse Picardie et subdivisée en divers pays (par Jean-Baptiste Nolin).

De 1791 à 1793, les neuf districts (Beauvais, Chaumont, Grandvilliers, Breteuil, Clermont, Senlis, Noyon, Compiègne et Crépy) du département de l'Oise fournirent quatorze bataillons de volontaires nationaux et une compagnie.